# Arp Schnitger
Arp Schnitger (1648, Brake, Alemania - 1719) fue un constructor de órganos alemán de gran influencia. Fue principalmente activo en el norte de Europa, especialmente en los Países Bajos y en Alemania, donde muchos de sus instrumentos sobreviven hasta el día de hoy. Sus órganos también se pueden encontrar en zonas más alejadas como Portugal y Brasil. Schnitger fue uno de los más prolíficos constructores de su tiempo, completando más de 150 instrumentos y atendiendo varios centros de servicio. 

## Órganos sobrevivientes de Schnitger
| año             | población                      | iglesia                             | foto | manuales | stops  | original por Schnitger                                                                                   |
| --------------- | ------------------------------ | ----------------------------------- | ---- | -------- | ------ | --- |
| 1668–75/88      | Stade (D)                      | St. Cosmae et Damiani               |      | III/P    | 42     | case, prospect, 35 stops (8 partly)                                                                      |
| 1677–79         | Bülkau (D)                     | St. John the Baptist                |      | I        | 10 (?) | case, prospect; today II/P/22                                                                            |
| 1678–79/1709    | Jork (D)                       | St. Matthias                        |      | III/P    | 35     | case, prospect; today II/P/22                                                                            |
| 1680            | Cappel (D)                     | St. Peter and Paul                  |      | II/P     | 30     | case, prospect, 18 stops, 10 other old stops re-used by Schnitger                                        |
| 1678–82         | Oederquart (D)                 | St. Johannis                        |      | III/p    | 28     | case, prospect; today II/P/17                                                                            |
| 1682–83         | Lüdingworth (D)                | St. Jacobi                          |      | III/P    | 35     | case, prospect, 14 stops (complete or partly), much old pipework reused by Schnitger (half of the organ) |
| 1684            | Elmshorn (D)                   | St. Nicolai                         |      | II/P     | 23     | case; today III/P/33                                                                                     |
| 1686            | Hamburg-Bergstedt (D)          | Ev. Church                          |      | I        | 8      | case, 2-3 stops                                                                                          |
| 1687            | Blankenhagen (D)               | Village Church                      |      | II/p     | 12     | case, 4-5 stops                                                                                          |
| 1687            | Steinkirchen (D)               | St. Nicolai et Martini              |      | II/P     | 28     | case, prospect, 13 stops, 8 other partly                                                                 |
| 1683–88         | Hamburg-Neuenfelde (D)         | St. Pankratius                      |      | II/P     | 34     | case, prospect, 18 stops                                                                                 |
| 1688            | Mittelnkirchen (D)             | St. Bartholomäus                    |      | II/p     | 22     | 6-8 stops; today II/P/32                                                                                 |
| 1688–90         | Hollern (D)                    | St. Mauritius                       |      | II/P     | 24     | case, prospect, 13 stops (complete or partly)                                                            |
| 1686–88/1691–92 | Norden (D)                     | St. Ludgeri                         |      | III/P    | 46     | case, 13 stops, 8 old stops reused by Schnitger                                                          |
| 1691–92         | Groningen (NL)                 | Martinikerk                         |      | III/P    | 39     | case of the pedal, prospect, 6 stops, other old stops reused by Schnitger; today III/P/52                |
| 1689–93         | Hamburg (D)                    | St. Jacobi                          |      | IV/P     | 60     | 43 stops (complete or partly), some reused by Schnitger → Schnitger organ (Hamburg)                      |
| 1693            | Groningen (NL)                 | Pelstergasthuiskerk                 |      | II/p     | 20     | case, 2 register (7 partly)                                                                              |
| 1693            | Eutin (D)                      | castle                              |      | I        | 9      | case |
| 1693–94         | Grasberg (D)                   | Luth. Church                        |      | II/P     | 21     | case, 14 stops                                                                                           |
| 1695–96         | Noordbroek (NL)                | Hervormde Kerk                      |      | II/P     | 20     | case, 10-11 stops; today II/P/24                                                                         |
| 1695–96         | Harkstede (NL)                 | Hervormde Kerk                      |      | I        | 7      | case, prospect, 5 stops; today I/p/9 (10)                                                                |
| 1696–97         | Peize (NL)                     | Hervormde Kerk                      |      | II/P     | 22     | case, prospect, 4-6 stops, old stops reused by Schnitger                                                 |
| 1697–98         | Golzwarden (D)                 | St. Bartholomäus                    |      | II/P     | 20     | case; today II/P/22                                                                                      |
| 1697–98         | Dedesdorf (D)                  | St. Laurentius                      |      | II/p     | 12     | case of the manuals, 10 stops; today II/P/18                                                             |
| 1697–98         | Strückhausen (D)               | St. Johannes                        |      | II/p     | 12     | case of the Hauptwerk, 2 stops; today II/P/15                                                            |
| 1699            | Nieuw-Scheemda (NL)            | Hervormde Kerk                      |      | I/p      | 8      | case, 4-6 stops                                                                                          |
| 1696–99         | Mensingeweer (NL)              | Hervormde Kerk                      |      | I        | 9      | case, prospekt, 6 stops                                                                                  |
| 1699            | Ganderkesee (D)                | St. Cyprian und Cornelius           |      | II/p     | 16     | case, prospect, 9 stops; today II/P/22                                                                   |
| 1700–01         | Uithuizen (NL)                 | Hervormde Kerk                      |      | II/P     | 28     | case, 19 stops, 6 others partly                                                                          |
| 1701            | Maia, Portugal                 | Monastery Church San Salvador       |      | II       | 12     | case, 11 stops                                                                                           |
| 1701            | Mariana, Minas Gerais (Brasil) | Cathedral Nossa Senhora da Assunção |      | II/p     | 18     | case, prospect, 14 stops (complete or partly); probably by Schnitger's co-worker Heinrich Hullenkampf    |
| 1699–1702       | Clausthal-Zellerfeld (D)       | St. Salvatoris                      |      | III/P    | 55     | case; today II/P/29                                                                                      |
| 1700–02         | Groningen (NL)                 | Der Aa-kerk                         |      | III/P    | 32     | case, prospect, ca. 13 stops, 10 old stops reused by Schnitger; today III/P/40                           |
| 1702            | Estebrügge (D)                 | St. Martin                          |      | II/P     | 34     | case |
| 1704            | Eenum (NL)                     | Hervormde Kerk                      |      | I        | 10     | case, prospect, 4-6 stops; today I/p/10                                                                  |
| 1704            | Godlinze (NL)                  | Hervormde Kerk                      |      | II/p (?) | 16     | case, prospect, 8-9 stops; today I/p/12                                                                  |
| 1705            | Accum (D)                      | St. Willehad                        |      | II/p     | 14     | case |
| 1707–08         | Lenzen (D)                     | St. Katharinen                      |      | II/P     | 27     | case partly, 2-3 stops                                                                                   |
| 1707–08         | Hamburg-Ochsenwerder (D)       | St. Pankratius                      |      | II/P     | 30     | case, prospect, 5-11 stops; today II/P/24                                                                |
| 1707–09         | Flensburg                      | Nikolaikirche                       |      | III/P    | 42     | case |
| 1709–10         | Weener (D)                     | St.-Georg                           |      | II/p     | 22     | case, 6 stops; today II/P/29                                                                             |
| 1710–11         | Pellworm (D)                   | Old Church                          |      | II/P     | 24     | case, 11 stops (complete or partly)                                                                      |
| 1710–11         | Sneek (NL)                     | Grote of Martinikerk                |      | III/P    | 36     | case, prospect, 10 stops (complete or partly)                                                            |
| 1711            | Ferwert (NL)                   | Hervormde Kerk                      |      | II/P     | 26     | 5 stops                                                                                                  |
| 1710–13         | Abbehausen (D)                 | St. Laurentius                      |      | II/P     | 24     | case, prospect, 2 stops                                                                                  |
| 1714–16         | Rendsburg (D)                  | Christuskirche                      |      | II/P     | 29     | case, 4 stops; today IV/P/51                                                                             |
| 1715–16         | Faro, Portugal                 | Cathedral                           |      | II       | 22     | probably by Schnitger's co-worker Heinrich Hullenkampf                                                   |
| 1715–19         | Itzehoe (D)                    | St. Laurentii                       |      | IV/P     | 43     | case, prospect; today IV/P/58                                                                            |
| 1719–21         | Zwolle (NL)                    | Grote of Sint-Michaëlskerk          |      | IV/P     | 64     | case, main part of the stops; finished by the sons Franz Caspar Schnitger and Johann Georg Schnitger     |